# Boukamal
Pour les articles homonymes, voir Kamal.
Boukamal, Al-Boukamal ou Abou Kamal (en arabe : البوكمال), est une ville de l'Est de la Syrie située sur l'Euphrate près de la frontière avec l'Irak, dans une région agricole prospère, où se pratiquent l'élevage, la culture des céréales et du coton.

## Histoire

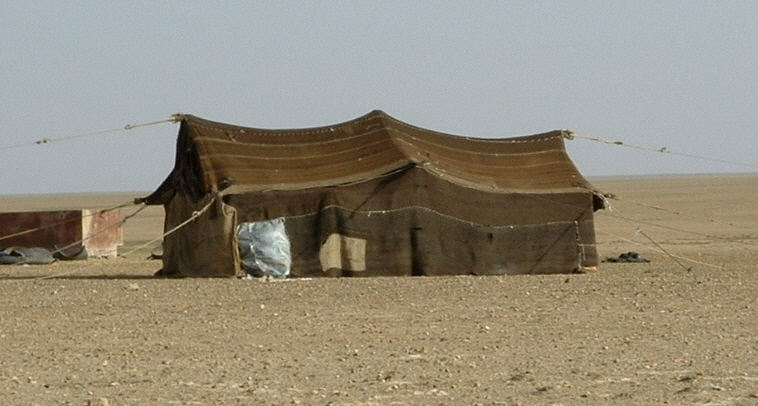
Tente de Bédouins à Boukamal, 2017.

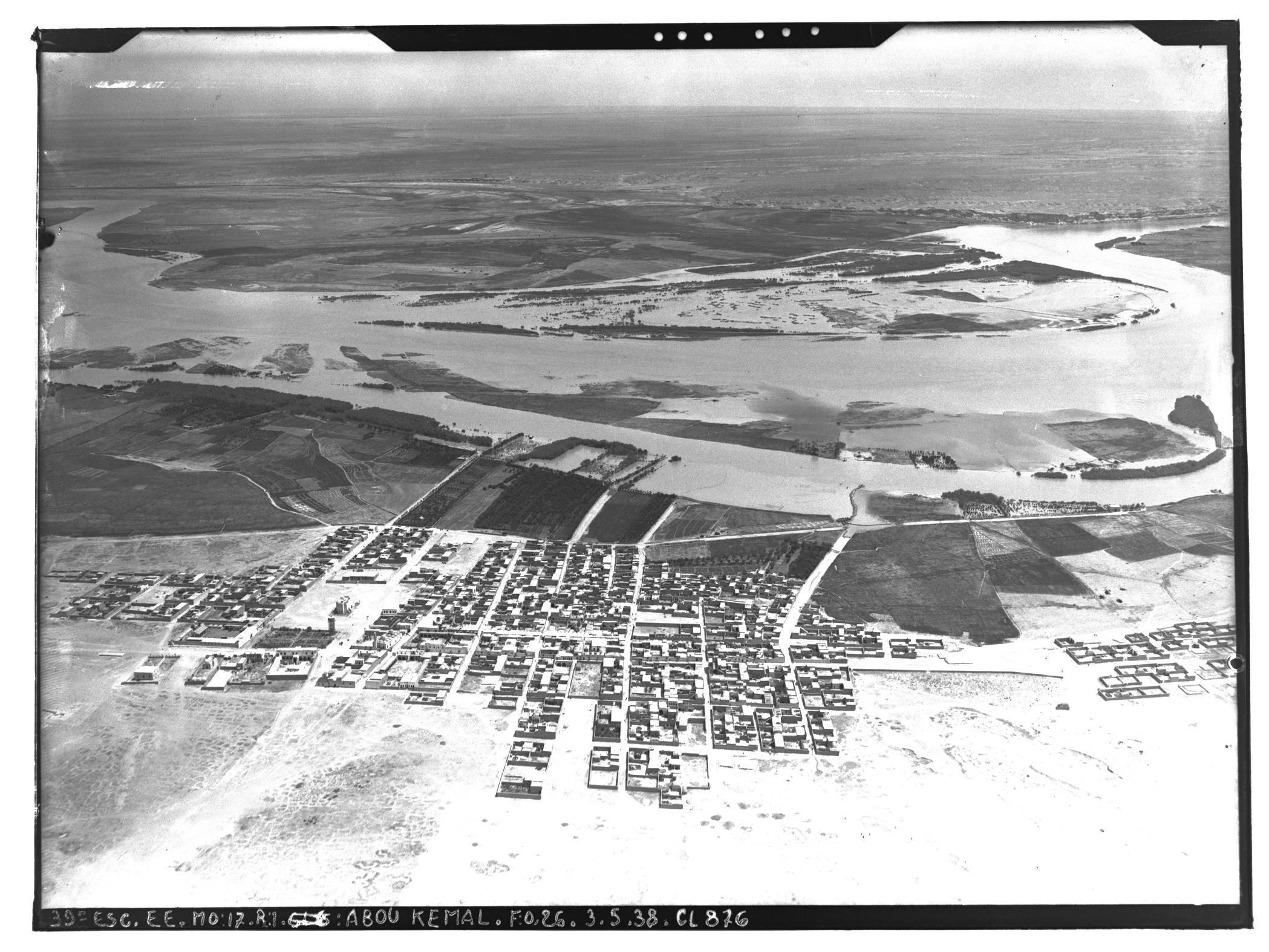
Vue aérienne de Boukamal, photographie militaire française, 1938.

À l'époque romaine, Boukamal est un centre commercial important entre l'Empire romain et l'Inde. Conquise par Zénobie, elle fait partie du royaume de Palmyre.
Au XVIIe siècle, Boukamal est le siège d'un sandjak ottoman, abandonné ensuite.
Au milieu du XIXe siècle, la région, peuplée de tribus nomades et semi-nomades, échappe largement au contrôle administratif ottoman. En 1869, un siège administratif (caza), dépendant du sandjak de Zor (Deir ez-Zor), est établi à Kassabat al-Atika, à 2 km au nord de l'actuel Boukamal. Après la famine de 1874, une révolte tribale, survenue l'année suivante, oblige les fonctionnaires et la petite garnison à quitter temporairement le secteur pour y revenir ensuite. Le site de Kassabat, trop exposé aux inondations de l'Euphrate, est abandonné en 1887 pour celui de l'actuelle Boukamal.
Boukamal est peu touchée par la Première Guerre mondiale au Moyen-Orient où les habitants se dérobent à la conscription ottomane mais, rattachée après la guerre au Mandat britannique de Mésopotamie, elle est au centre de la révolte arabe contre les Britanniques (en) en 1919-1920. Les rebelles, commandés par Ramadan al-Shallash, infligent de lourdes pertes aux Britanniques qui finissent par abandonner Deir ez-Zor et Boukamal aux Français. Boukamal, rattachée au Mandat français sur la Syrie et le Liban, reçoit des militaires français à partir de 1922. 
La frontière est définitivement fixée en 1932, par un arbitrage de la Société des Nations : elle passe à 8 km au sud de Boukamal en laissant à la ville un territoire cultivable assez large pour ses besoins. Elle est proche d'une station de pompage de l'oléoduc de Mossoul à Haïfa, situé du côté irakien, ouvert le 14 juillet 1934 et qui alimente des échanges entre les deux côtés de la frontière. Un bac, installé en 1935 par le génie militaire français, traverse le fleuve.
En octobre 1932, une brève révolte éclate dans la région et un lieutenant français est tué dans une embuscade. La paix revient à partir de 1933 grâce à la découverte du site archéologique de Mari, capitale d'un ancien royaume akkadien : les fouilles, menées par la mission archéologique française d'André Parrot, donnent du travail à plusieurs centaines d'habitants et alimentent le commerce.
En 1946, Boukamal fait partie de la Syrie indépendante. Depuis, la position de la région à la frontière avec l'Irak en a fait un centre commercial important.

### Guerre civile syrienne
La ville est occupée par différents groupes rebelles. En 2013, elle est partagée entre plusieurs factions d'affiliation variable, les unes proches du Front al-Nosra, les autres de l'Armée syrienne libre. La principale autorité judiciaire est le comité de charia dépendant du Front al-Nosra. En 2014, elle passe sous la domination du groupe État Islamique jusqu'au 9 novembre 2017, date à laquelle les forces gouvernementales syriennes reprennent le contrôle de la ville. Cependant, les djihadistes lancent une contre-offensive et contrôlent au matin du 10 novembre environ 50 % de la ville. La ville est finalement reprise entièrement le 19 novembre par le régime syrien et ses alliés.
Le 3 septembre 2020, 16 combattants pro-iraniens ont été tués lors de frappes israéliennes dans l'est de la Syrie. Les combattants qui ont été tués appartenaient à des "factions irakiennes fidèles à l'Iran". Sept d'entre eux ont péri à la périphérie de la ville de Mayadin et les neuf autres sont morts au sud de Boukamal, dans la province de Deir Ezzor.
Depuis la fin de 2020, Boukamal abrite une base de l'intervention militaire russe en Syrie ; les forces russes, sur le terrain, sont mêlées à celles des Pasdaran iraniens et des milices irakiennes soutenues par Téhéran, ce qui n'a pas empêché, en février 2021, un bombardement du secteur par l'aviation américaine visant les forces iraniennes.
En 2022, la ville est tenue par le Hezbollah irakien.

## Démographie
Au recensement de 1933, Boukamal compte 2 200 habitants dont 2 078 musulmans sunnites, 102 chrétiens et 72 Juifs (en). Au recensement de 2004, elle compte 42 510 habitants.
En février 2018, 15 000 habitants du district de Boukamal sont inscrits au registre de l'aide alimentaire du Programme alimentaire mondial.